# Frank Gotch
Pour l’article homonyme, voir Frank Gotch (médecin).
Frank Albert Gotch (né le 27 avril 1876 ou le 27 avril 1878 à Humboldt, Iowa et mort le 16 décembre 1917 à Humboldt Frank,. Gotch est un catcheur américain. Il est connu pour avoir été le premier champion incontesté de catch après sa victoire face au Russe Georg Hackenschmidt le 3 avril 1908.

## Biographie
Gotch travaille dans une ferme à Humboldt quand il va dans un spectacle de catch. Là-bas, Farmer Burns défie quiconque étant capable de tenir sur le ring plus de 10 minutes face à lui. Gotch tente sa chance et en plus de remporter la récompense de 25 dollars Burns le prend sous son aile. Ils partent en Alaska où Gotch fait ses premiers matchs sous le nom de Frank Kennedy. Durant cette période, il s'essaie à la boxe mais après sa défaite à la 4e reprise par disqualification face à Frank Slavin le 25 septembre 1901 il arrête la boxe pour se concentrer sur le catch. Le 27 janvier 1904, il bat Tom Jenkins (en) et devient champion des États-Unis. Le 3 avril 1908, il devient le premier champion incontesté de catch après sa victoire sur Georg Hackenschmidt (alors champion d'Europe). Les deux hommes s'affrontent à nouveau le 4 septembre 1911 où Gotch conserve son titre.